# Al marco pénzverés
Az al marco pénzverés olyan elavult pénzgyártási eljárás, melynél nem az egyes érmék súlyát írják elő, hanem a pénzverési alapsúlyból (rendszerint valamelyik márkából) verendő érmék számát. A módszer lényegesen meggyorsítja a pénzgyártás egyik legidőigényesebb munkafolyamatának, a lapkák gyártásának és lemérésének idejét, azonban emiatt jelentősen megnő az érmék súlyának szórása. A módszert ezért főleg kisebb értékű (ezüst-) pénzeknél alkalmazták. Az így előállított pénzek közül az átlagosnál nagyobb tömegűek (melyek névértékét meghaladta nemesfémértéke) kiszűrődtek a forgalomból, mivel demonetizálva (nemesfémként) nagyobb értéket képviseltek. A forgalomban maradt érmék átlagsúlya így alatta maradt a törvényben előírtnak, akár 35% is lehetett az eltérés. Mindez oda vezetett, hogy a technikai színvonal emelkedésével a kisebb értékű pénzeknél is elhagyták az al marco pénzverést, és egyedi tűrésértéket írtak elő (lásd: al pezzo pénzverés).